# Dictionnaire universel francophone
Pour les articles homonymes, voir DUF.
Le Dictionnaire universel francophone (DUF) est un dictionnaire de langue française, publié par les éditions Hachette (Hachette Livre).

## Présentation
« C'est au Sommet de Cotonou, en décembre 1995, que fut rendue publique la naissance du Dictionnaire universel Afrique, issu des efforts combinés de l'AUPELF-UREF (Agence francophone pour l'enseignement supérieur et la recherche) et des Éditions Hachette.
Rassemblant à la fois les mots de la langue française, les noms propres et les monographies encyclopédiques, la formule du « Tout en Un » a remporté d'emblée un succès considérable dans les pays d'Afrique et de l'océan Indien pour lesquels ce dictionnaire avait été conçu.
Fortes de ce succès, les Éditions Hachette et l'AUPELF-UREF décidaient, dès la fin de l'année 1995, de reconduire l'expérience et de l'étendre à l'ensemble de la Francophonie. [...]
Nos remerciements vont [...] à tous ceux qui ont permis au Dictionnaire Universel Francophone d'être présenté au VIIe Sommet des chefs d'État et de gouvernement réunis à Hanoi en novembre 1997. »

— Marc Moingeon et Michel Guillou
Comme le Dictionnaire Hachette, le Dictionnaire universel francophone est composé d'une liste alphabétique unique pour les noms communs et les noms propres : par exemple l'article calvados y précède immédiatement l'article Calvados.

## Contenu
Le DUF se prévaut du contenu suivant :
Noms communs : 116 000 définitions
Grammaire - Conjugaison
Noms propres : 13 000 articles
Les États et gouvernements de la francophonie
Il ne contient aucune illustration.

## Sources